# FC 카마스 나베레즈니예첼니
FC 카마스 나베레즈니예첼니(러시아어: Футбольный клуб КАМАЗ Набережные Челны)는 타타르 공화국 나베레즈니예첼니를 연고로 하는 러시아의 축구 클럽이다. 현재는 러시아의 3부 축구 리그인 러시아 프로페셔널 풋볼 리그에 참가하고 있다. 1981년 자동차 기업인 카마스에 의해 창단되었다.

## 선수 명단

### 현역
참고: FIFA 자격 규정에 따라 소속된 국가대표팀 국기를 표시합니다. 선수는 복수의 FIFA 비회원국 국적을 가지고 있을 수 있습니다.
| 번호 | 포지션 | 국적       | 이름          |
| ---- | ------ | ---------- | ------------- |
| 5    | DF     | 카자흐스탄 | 탈갓 쿠샤포브 |
| 23   | DF     | 아르메니아 | 아르템 규르잔 |

| 번호 | 포지션 | 국적 | 이름 |
| ---- | ------ | ---- | ---- |